# Vinh (họ)
Vinh là một họ của người Trung Quốc (chữ Hán giản thể: 荣, chữ Hán phồn thể: 榮, Bính âm: Róng). Trong danh sách Bách gia tính họ này đứng thứ 199.

## Người Trung Quốc họ Vinh nổi tiếng
- Vinh Tông Kính, nhà tư bản nổi tiếng Trung Quốc cận đại
- Vinh Đức Sinh, nhà tư bản nổi tiếng Trung Quốc cận đại
- Vinh Nghị Nhân, cựu Phó Chủ tịch nước Cộng hòa Nhân dân Trung Hoa, Phó Chủ tịch Quốc hội, Phó Chủ tịch Chính Hiệp và cũng là một thương nhân nổi tiếng